# Złoty Park (Kirjat Szemona)
Złoty Park (hebr. פארק הזהב, Ganei Ha-Zahav) – park miejski położony nad strumieniem Ha-Zahav w mieście Kirjat Szemona na północy Izraela.

## Położenie

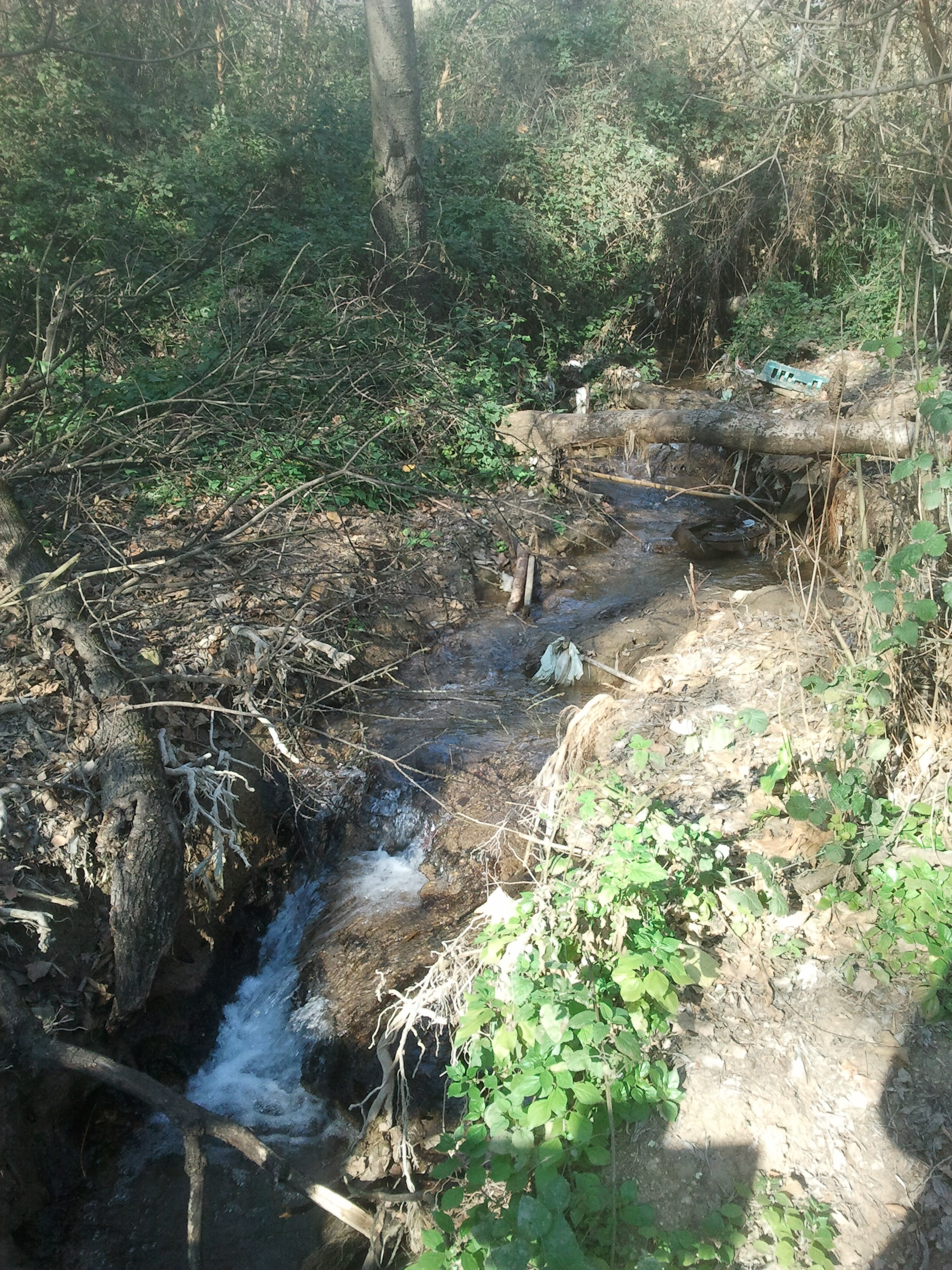
Strumień Ha-Zachav płynący przez środek Złotego Parku

Park znajduje się w południowo-wschodniej części miasta Kirjat Szemona, które leży w Palce Galilei na północy Izraela. Park rozciąga się po obu stronach niewielkiego strumienia Ha-Zachav. W jego otoczeniu rozciągają się osiedla mieszkaniowe, a po północno-wschodniej stronie jest położony stadion sportowy Kirjat Szemona Municipal Stadium.

## Środowisko naturalne
Złoty Park zajmuje powierzchnię około 12 ha w samym środku miasta. Teren ten jest w przeważającej większości zalesiony. Poza ogólnie dostępnymi terenami rekreacyjnymi, park zawiera w sobie rezerwat przyrody obejmujący naturalną przestrzeń strumieni Ha-Zachav i Ha-Tachanot. Najważniejszym źródłem wody jest strumień Ha-Zachav, którego źródła są położone na północ od miasta Kirjat Szemona. Woda deszczowa przez około trzy lata przenika przez wapienne skały i w końcu dociera do warstwy nieprzepuszczających wodę skał. Wówczas woda wypływa na powierzchnię w ilości około 4 mln m³ rocznie. Przecinający miasto strumień Ha-Zachav ma długość około 2,5 km. Wpływa do Złotego Parku od strony północnej, i wypływa po stronie południowej. Początkowo posiada wąskie koryto, które rozszerza się, tworząc duży naturalny basen. Na jego brzegach rosną cyprysy, tworząc niewielki cyprysowy gaj. W dalszej części swojego biegu, strumień otacza gęsta naturalna roślinność lasu łęgowego. W środkowej części parku, dołącza do niego niewielki strumień Ha-Tachanot (słowo tachanot oznacza młyn, gdyż w przeszłości były tu młyny wodne). Południowa część parku została przecięta w połowie przez budynki użyteczności publicznej.
Flora parku składa się z morw, topol, lili wodnych i różnorodnych traw. Fauna to: wydry, nektarnik palestyński, pycnonotus, zimorodki i prinia zwyczajna.

## Historia
W latach 50. XX wieku woda ze źródła strumienia Ha-Zachav zaczęła być wykorzystywano do picia w mieście Kirjat Szemona. Rozwój miasta wiązał się ze wzrostem zapotrzebowania na wodę i zwiększeniem pompowania ze źródła. Dodatkowo powstała wytwórnia wody mineralnej, która również czerpała wodę z tego źródła. W rezultacie, na przestrzeni kolejnych lat strumień Ha-Zachav wysechł. W 2008 roku organizacje ekologiczne i mieszkańcy Kirjat Szemona rozpoczęli kampanię społeczną na rzecz przywrócenia wody w strumieniu. Po trzech latach walki, władze wyraziły w maju 2011 roku zgodę na skierowanie 50-70 m³ wody do koryta wyschniętego strumienia. Kolejne decyzje zwiększyły ilość wody do 150-200 m³, dzięki czemu strumień na nowo odżył. Równocześnie przeprowadzono rewitalizację parku, oczyszczając z gruzu i śmieci brzegi oraz koryto strumienia.

### Nazwa
Nazwa parku została zaczerpnięta od strumienia Ha-Zachav. Słowo zachav (הזהב) w języku hebrajskim oznacza złoto. Stąd nazwa parku - Złoty Park (Ganei Ha-Zahav).

## Rekreacja
W parku urządzono place zabaw oraz miejsca wypoczynku. Wzdłuż strumienia poprowadzono drogę utwardzoną żwirem. Spacer po parku jest uatrakcyjniony małymi mostkami i przeprawami wybudowanymi nad strumieniem. Place zabaw ozdobiono kolorowymi rzeźbami. Obecnie park jest wykorzystywany także w celach edukacji ekologicznej.

## Transport
Park jest położony przy ulicy Ha-Jarden (droga nr 9779), którą jadąc na północny zachód dojeżdża się do drogi nr 90.